# Plaza de Legazpi
La plaza de Legazpi está ubicada en el distrito de Arganzuela de Madrid. Constituye el final del paseo de las Delicias y es el centro del barrio que lleva su nombre. En ella se encuentra la estación de metro homónima. Debe su nombre al conquistador Miguel López de Legazpi.

## Historia
A comienzos del siglo XX ya existía, aunque sin nombre específico, como cruce del paseo de las Delicias con el eje Paseo de la Chopera - Paseo del Molino. De este cruce salía un acceso, que atravesaba la dehesa de Arganzuela, al vado de Santa Catalina por donde era posible cruzar el río Manzanares. En 1901 se comenzó a construir el puente de la Princesa, ubicado sobre el vado de Santa Catalina. El puente, fabricado en hierro, fue inaugurado en 1909, enlazando así el paseo de las Delicias con la carretera de Madrid a Cádiz, que hasta entonces dejaba el casco urbano de Madrid por el puente de Toledo, lo que provocó un inmediato aumento del tránsito por la todavía innominada plaza de Legazpi.

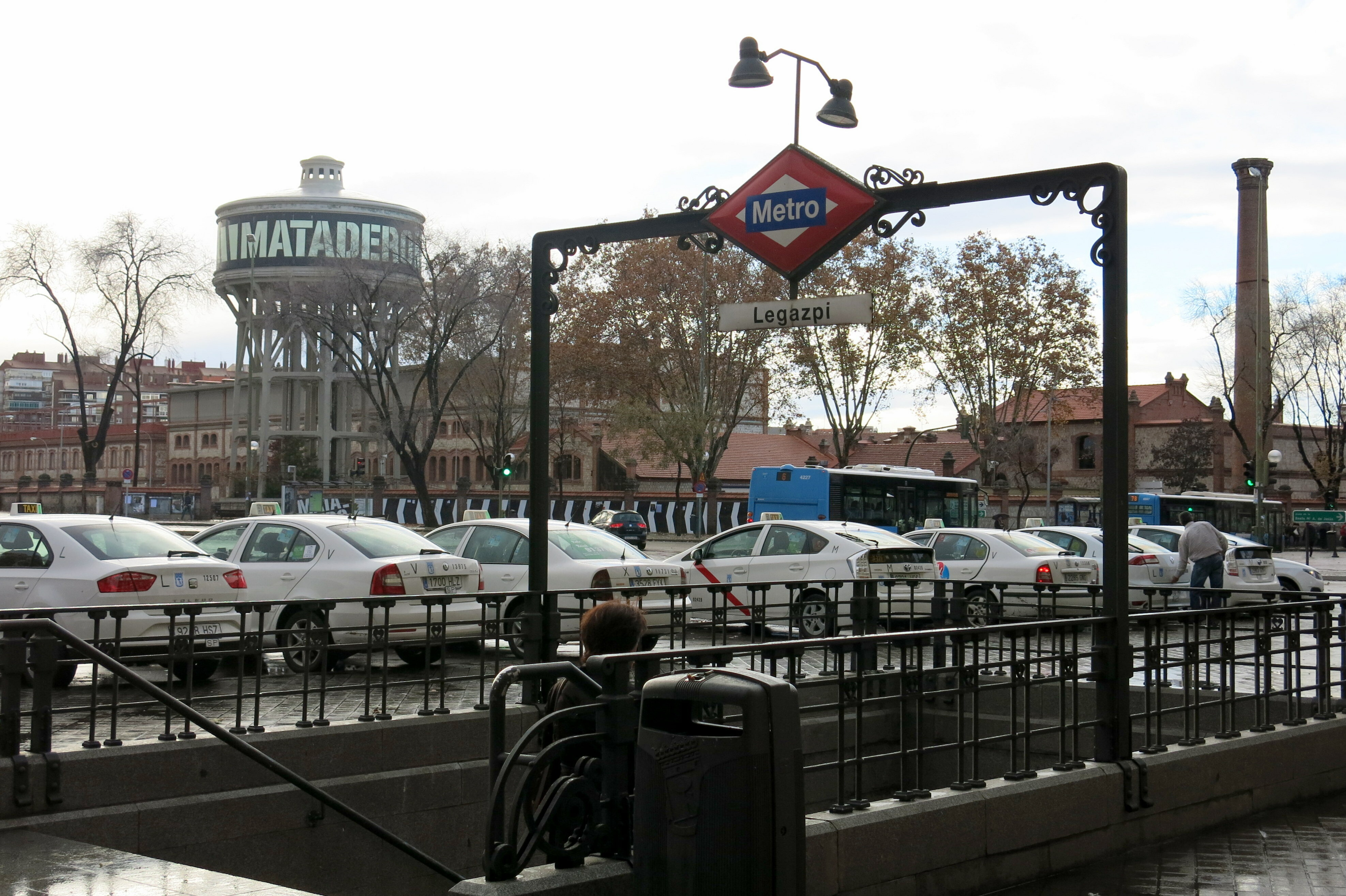
Entrada al metro de Legazpi

En 1910 se comenzó a construir el Matadero y Mercado Municipal de Ganados (que más tarde vino en ser conocido como Matadero Municipal de Legazpi o de la Arganzuela), cuya esquina sureste daba también a la plaza. Entre 1924 y 1925 se puso en funcionamiento. Sin embargo, hasta el 14 de julio de 1926 el ayuntamiento de Madrid no dio nombre a la plaza, asignándole el nombre del conquistador de Manila, Miguel López de Legazpi, que pasó a llamarse plaza de Legazpi. El 23 de abril de 1935 se inauguró el Mercado Central de Frutas y Hortalizas, cuyo acceso principal se encuentra también en la plaza de Legazpi.
En enero de 1931 se inauguró en el número 2 de la plaza en la esquina con la calle Bolívar el cine Legazpi, obra del arquitecto Vicente Agustí Elguero. Desapareció a principios de la década de 1950 y en su lugar se erigió un edificio de oficinas y viviendas.
La estación de la línea 3 del Metro se abrió al público el 1 de marzo de 1951, dos años más tarde de lo previsto debido a los problemas de importación de materiales auxiliares del extranjero. La estación de línea 6 se abrió al público el 7 de mayo de 1981 con el tramo Pacífico-Oporto.
Los elementos centrales de la glorieta corresponden a los pegasos del grupo escultórico La Gloria y los Pegasos, de Agustín Querol, instalados en la plaza en febrero de 1997, aunque actualmente solo queda uno de ellos.